# European Journal of Pharmacology
Das European Journal of Pharmacology (nach ISO 4-Standard in Literaturzitaten mit Eur. J. Pharmacol. abgekürzt) ist eine wissenschaftliche Zeitschrift, die vom Elsevier-Verlag veröffentlicht wird. Die erste Ausgabe erschien im Januar 1967, die Zeitschrift erscheint mit 32 Ausgaben im Jahr.
Es werden Artikel zu allen Aspekten der experimentellen Pharmakologie veröffentlicht, wobei der Fokus auf den Wirkungsmechanismen von Chemikalien in biologischen Systemen liegt. Zu den wichtigen Themen der Zeitschrift gehören: Verhaltenspharmakologie, Neuropharmakologie und Analgesie, kardiovaskuläre Pharmakologie, pulmonale, gastrointestinale und Urogenitalpharmakologie, endokrine Pharmakologie, Immunpharmakologie und Entzündung sowie molekulare und zelluläre Pharmakologie. Neben Originalarbeiten werden auch kurze Übersichtsarbeiten und Perspektiven veröffentlicht.
Der Impact Factor lag im Jahr 2014 bei 2,532. Nach der Statistik des ISI Web of Knowledge wird das Journal mit diesem Impact Factor in der Kategorie Pharmakologie und Pharmazie an 113. Stelle von 254 Zeitschriften.
Chefherausgeber ist F.P. Nijkamp (Utrecht, Niederlande).